# 寝屋川市立中木田中学校
寝屋川市立中木田中学校（ねやがわしりつ なかきだちゅうがっこう）は、大阪府寝屋川市中木田町にある公立中学校。
寝屋川市立第一中学校より分離し、12番目の市立中学校として1984年に開校した。

## 沿革
- 1984年4月 - 寝屋川市立中木田小学校跡地に寝屋川市立中木田中学校が開校。一中・七中の総合分離校。生徒数982名（男子529名、女子453名）。
- 1984年8月 - 旧給食場改修工事（多目的室）および体育館改修工事開始
- 1984年9月 - 多目的室（小体育館）完成
- 1985年3月 - 新館竣工1周年記念感謝の会
- 1985年5月 - 校歌作成委員会設立
- 1985年11月 - 校歌制定
- 1986年3月 - 校舎周辺、桜、かいづかいぶき、さざんが、ひらどつつじ等植樹

## 部活動

### 運動部
- 女子テニス部[2]
- 男子テニス部（2021年 - 近畿大会出場）
- 男子卓球部
- 女子 バレーボール部
- 女子バスケットボール部
- 男子バスケットボール部
- 陸上部
- サッカー部

### 文化部
- 吹奏楽部
- 美術部
- 家庭科部
- ギター部

### スイミングスクールで活動
- 水泳部

## 事件
2015年（平成27年）8月13日に本校に通っていた中学1年生の女子Aと男子Bが行方不明となり、それぞれ遺体となって発見された事件である。二人は同月12日午後９時頃、Bが母親に「Aのところに行く」と言って外出する。その後8月13日午前5時8分頃、二人が京阪寝屋川市駅前の商店街を歩いて行き来する姿を商店街近くの防犯カメラが写している。これを最後に足取りが途絶えている。そして同日午後11時35分ごろ、大阪府高槻市の物流会社の砂利敷き駐車場でAの遺体をトラック運転手が発見した。Bも同月21日午後7時36分、Bの遺体が寝屋川市中心部から約２２キロ南の大阪府柏原（かしわら）市青谷の山中の竹林で見つかった。遺体は死後数日が経過していて、一部が白骨化していた。同月24日にはこの事件に関連して、寝屋川市内の全市立中学校で始業式に黙とうが捧げられた。
この事件は「寝屋川中1男女殺害事件」とも呼ばれている。